# Ка Нуова (Верона)
Ка Нуова је насеље у Италији у округу Верона, региону Венето.
Према процени из 2011. у насељу је живело 42 становника. Насеље се налази на надморској висини од 23 м.